# Ewisceracja (okulistyka)
Ewisceracja (łac. evisceratio) – jeden z ostatecznych zabiegów na gałce ocznej wykonywany w niektórych poważnych schorzeniach jak np. nowotwory; polega na wypatroszeniu gałki ocznej i pozostawieniu samej twardówki.